# Amur biały
Amur biały  (Ctenopharyngodon idella) – gatunek ryby z rodziny karpiowatych (Cyprinidae), jedyny przedstawiciel rodzaju Ctenopharyngodon. Hodowany w akwakulturze, poławiany w wędkarstwie.

## Występowanie
Chiny oraz dorzecze Amuru. Jego pierwotny zasięg jest trudny do ustalenia. Hodowany od X wieku. Ze względu na zalety użytkowe aklimatyzowany w wielu krajach – w Europie od 1950 roku. W Polsce introdukowany od 1964, w 1966 w kompleksie jezior konińskich oraz jeziorze Dgał Wielki na Pojezierzu Mazurskim. Do Niemiec trafił w 1965 roku. Z miejsc hodowli przedostał się do innych zbiorników wodnych. W kolejnych latach zasiedlany również w rzekach. Ryba ta została introdukowana do środkowej części Ameryki Północnej (Stany Zjednoczone), północnej i północno-wschodniej Australii, Indii, Danii, zachodniej części Rosji, północnej części Ameryki Południowej (np. Kolumbia, Wenezuela, Gujana Francuska), Afryki Zachodniej, Afryki Południowej, zachodnich terenów Kazachstanu.
Żyje w nizinnych rzekach oraz jeziorach w stadach liczących od kilku do kilkunastu osobników. Zimuje gromadnie w pobliżu dna.

## Opis
Dorasta do 150 cm długości i 45 kg masy ciała. Ciało wydłużone, nieznacznie bocznie spłaszczone, walcowate, z szeroką głową. Brzuch lekko zaokrąglony. Pysk tępy, zagłębiony między otworami nosowymi. Otwór gębowy w położeniu końcowym. Dwa szeregi zębów gardłowych, zęby na brzegach skośnie ścięte, bocznie ścieśnione i piłkowato pofałdowane. Na pokrywach skrzelowych wyraźne promieniste rowki. Łuski duże, 40–42 w linii bocznej. Poniżej linii bocznej 5 rzędów łusek. W czasie zimowania jego ciało pokrywa się grubą warstwą śluzu, który odrywa się czasem od ciała ryby i spływa z prądem rzeki.
W płetwie grzbietowej 10, a w odbytowej 11 promieni.
Grzbiet ciemnozielony do czarnozielonego, boki jaśniejsze żółtozielonkawe. Łuski ciemno obramowane tworzą wzór siatki.
Amur nie podlega ochronie gatunkowej. Na wodach PZW nie posiada wymiaru ochronnego, jak również okresu ochronnego – zgodnie z Regulaminem Amatorskiego Połowu Ryb.
Wagowy rekord Polski: 39,20 kg; 132 cm.

## Odżywianie
Młode osobniki żywią się zooplanktonem. Przy długości 6–10 cm zaczyna się odżywiać głównie roślinnością wodną. W tym czasie jego przewód pokarmowy wydłuża się do około 2–2,5 długości ciała. Żeruje w wodzie o temperaturze od około 12 °C.
Udokumentowano odżywianie się przez amura co najmniej kilkudziesięcioma gatunkami makrofitów z wszystkich ich grup, łącznie z makroglonami jak gałęzatka czy ramienica. Preferowane są rośliny młode i o mięsistej tkance, a rośliny o tkankach bardziej włóknistych i zlignifikowanych są zjadane rzadziej. Stąd w przypadku trzciny pospolitej preferowane są rośliny do 80 cm wysokości. Amur unika zjadania tkanek takich gatunków, jak szalej jadowity, okrężnica bagienna, włosienicznik rzeczny czy rdest ziemnowodny (forma lądowa). Preferencje pokarmowe zależą od wieku i stanu fizjologicznego ryb, zagęszczenia ich populacji czy czynników środowiskowych wody, jak jej nasycenie tlenem i temperatura. Z wiekiem maleje preferencja glonów na rzecz rzęs i rdestnic. Starsze ryby także chętniej jedzą tkanki włókniste.
Wprowadzona do nowych ekosystemów populacja amura białego może przebudować ich skład roślinny. Czasem są one wprowadzane do zbiorników wodnych specjalnie w tym celu. Na skutek intensywnego zarybiania amurem drobne zbiorniki wodne mogą zostać całkowicie pozbawione roślin zanurzonych, co przez eliminację konkurencji międzygatunkowej prowadzi do zwiększenia obfitości fitoplanktonu, łącznie z zakwitami.

## Rozród
Amur biały żyje około 15 lat. W sprzyjających warunkach rośnie bardzo szybko. Dojrzewa w 6–7 roku życia, w rzece Jangcy już w 4–5 roku. W Malezji dojrzewa już w wieku 14 miesięcy. Tarło odbywa się od kwietnia przez całe lato w strefie prądowej dużych rzek nad żwirowym dnem przy temperaturze 20–23 °C. Ikra składana w otwartej toni wodnej spływa z prądem rzeki. Jaja amura białego mają średnicę ok. 1,1 mm. Od 2 do 3 godzin po złożeniu jaja pęcznieją, powiększając swoją objętość 40–50 razy. Inkubacja przy temperaturze 27–29 °C trwa 32–40 godzin. Narybek przebywa w spokojnej wodzie przybrzeżnej, w starorzeczach itp. W Polsce amur biały nie rozmnaża się w warunkach naturalnych. Sztuczne tarło przeprowadza się w czerwcu i lipcu.